# 손린 (동오)
손린(孫鄰, 202년? - 249년)은 중국 후한 말기, 삼국 시대 오나라의 황족, 정치가, 무장이며, 자는 공달(公達)이다.

## 행적
9세에 아버지 손분(孫賁)의 뒤를 이어 예장태수를 대신했으며, 작위가 도향후로 올랐다. 예장군에서 거의 20년간 있으면서 반란자를 토평하여 공적을 쌓았다. 무창으로 소환되어 요장독이 되었다.
당시 태상 반준(潘濬)이 형주를 관장하고 있었는데, 중안장(중안현의 현장)으로 진류 사람인 서섭이 죄를 지어 옥에 갇혔다. 반준은 일찍이 서섭과 어그러졌으므로, 법에 따라 조치하고자 했다. 논의하는 사람들 중 다수가 서섭을 위해 말했으나, 반준은 여전히 서섭을 풀어 주지 않았다. 손린이 반준에게 가서 말했다.
“서백응 형제는 서로 죽음을 다투어, 해내에서는 이를 의로 여겨 미담으로 삼았고, 또 중응은 지난날 나라를 받드는 뜻이 있었습니다. 오늘날 그대가 그 자제를 죽이면, 만약 천하가 통일되어 푸른 덮개 수레로 북방을 순회하는데, 중원의 선비들이 반드시 중응의 후사를 물을 테니, 답하는 사람이 '반승명이 서섭을 죽였습니다.'라고 하면, 어떻겠습니까?”
반준은 그 뜻을 즉시 알아듣고, 서섭을 풀어주었다.
손린은 하구면중독으로 옮기고, 위원장군이 되어 거처하는 곳에서 직무를 보았다. 적오 12년(249년)에 죽었으며, 아들 손묘(孫苗)가 뒤를 이었다.

## 인물평
위요는 손린에 대해 “성정이 바르고 정하며 민첩하여, 어려서부터 영예가 있었다.”라고 했다.

## 친척 관계

### 관련 인물
손강　손분　손보　손술　손진　손흠